# Félix Lefebvre
Pour les articles homonymes, voir Lefebvre.
Félix Lefebvre est un acteur français, né le 19 novembre 1999 à Saint-Maurice (Val-de-Marne).
Il fait ses premiers pas au cinéma en 2018 à l'âge de dix-neuf ans dans la série télévisée Le Chalet diffusée sur France 2. Trois ans plus tard il décroche le Lumière de la révélation masculine ainsi qu'une nomination au César du meilleur espoir masculin conjointement avec Benjamin Voisin pour le drame romantique Été 85 de François Ozon.

## Biographie
Né en 1999, Félix Lefebvre passe son enfance à Antony (Hauts-de-Seine) avec son frère Oscar Lefebvre et ses parents. Son père est artiste peintre et musicien. Après l'obtention de son bac S, il entre au conservatoire du 8e puis obtient la classe libre au cours Florent.

### Carrière
Félix Lefebvre obtient ses premiers rôles à la télévision, dans des téléfilms ou des séries télévisées. Il apparaît notamment aux côtés de Claire Keim dans la première saison d'Infidèle. Cependant, il ne reprend pas son rôle dans la deuxième saison, car son emploi du temps ne correspondait pas aux dates du tournage.
Mais c'est grâce à François Ozon et son film Été 85, sorti en 2020, que Félix Lefebvre est révélé au grand public. Ce rôle lui vaut notamment le Lumière de la révélation masculine et une nomination au César du meilleur espoir masculin en 2021.

## Filmographie
Sauf indication contraire, les informations mentionnées dans cette section peuvent être confirmées par les bases de données cinématographiques IMDb et Allociné,  présentes dans la section « Liens externes ».

### Cinéma

#### Longs métrages

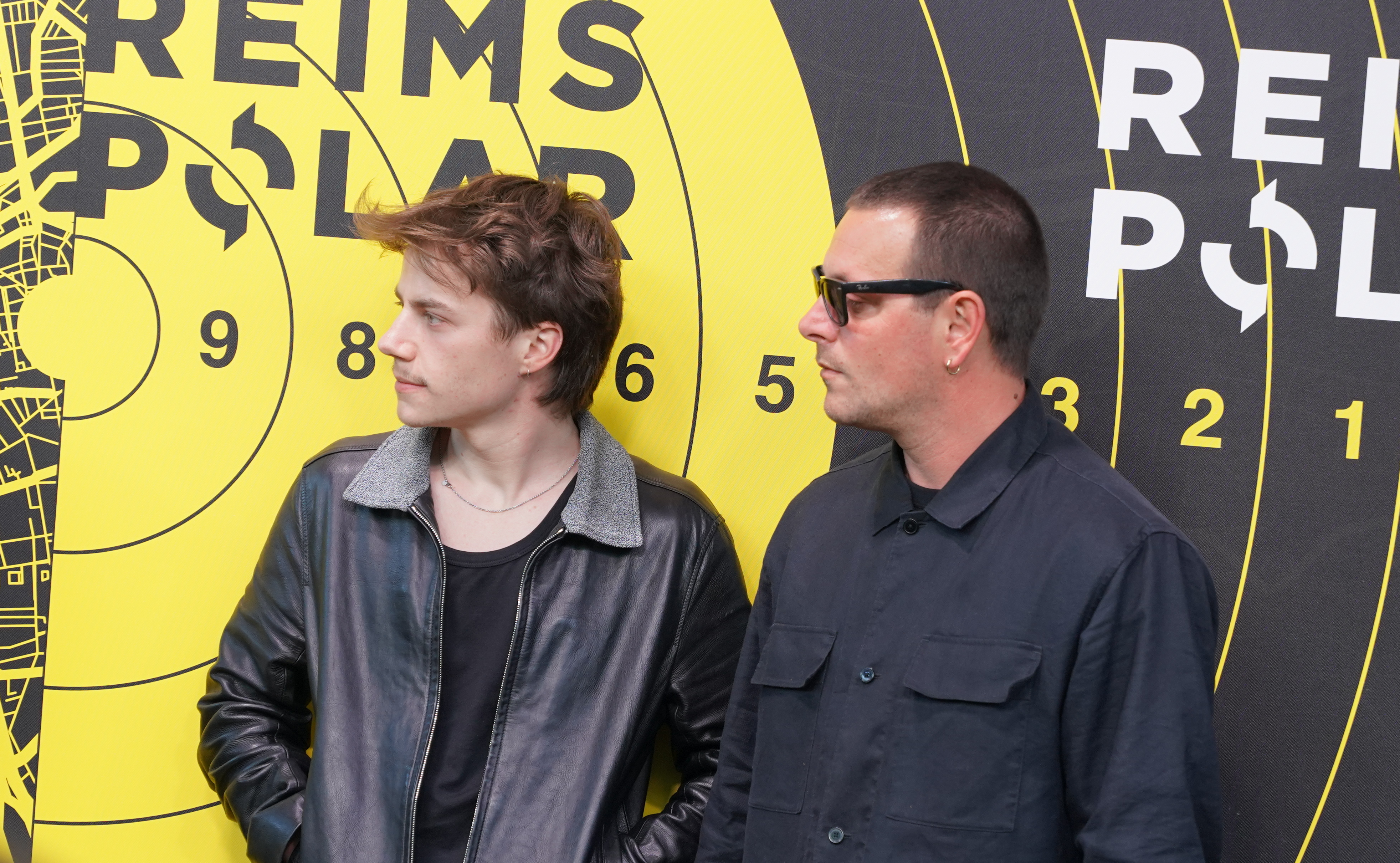
Avec Giovanni Aloi lors de l'avant première pour Le Domaine lors de Reims Polar 2025.

- 2019 : L'Heure de la sortie de Sébastien Marnier : Paulin
- 2020 : Été 85 de François Ozon : Alexis[4]
- 2021 : Suprêmes d'Audrey Estrougo : Sébastien Farran
- 2022 : La Passagère de Héloïse Pelloquet : Maxence[5]
- 2023 : Mon crime de François Ozon
- 2023 : Rien à perdre de Delphine Deloget : Jean-Jacques[6]
- 2024 : Ni chaînes ni maîtres de Simon Moutaïrou : Honoré Larcenet
- 2024 : Une vie rêvée de Morgan Simon : Serge
- 2025 : Le Domaine de Giovanni Aloi : Damien
- 2025 : L'Épreuve du feu d'Aurélien Peyre : Hugo

#### Courts métrages
- 2019 : Magie noire de Zoé Cauwet : Louis
- 2018 : Les Temps d'hiver de Romane Boogaerts : Gabriel
- 2020 : Une nuit, à travers champs de Guillaume Grélardon : Dylan

### Télévision

#### Téléfilms
- 2018 : Piégés de Ludovic Colbeau-Justin : Xavier Gaillard
- 2020 : Le Diable au cœur de Christian Faure : Alex

#### Séries télévisées
- 2018 : Le Chalet d'Alexis Lecaye : Julien Rodier
- 2019 : Infidèle de Didier Le Pêcheur : Luigi (saison 1)

## Distinctions
Sauf indication contraire, les informations mentionnées dans cette section peuvent être confirmées par les bases de données cinématographiques IMDb et Allociné,  présentes dans la section « Liens externes ».

### Récompenses
- Festival du film de Cabourg 2021 : Swan d'or de la révélation masculine pour Été 85
- Lumières 2021 : révélation masculine pour Été 85, partagé avec Benjamin Voisin
- CinEuphoria Awards 2021 : meilleur duo de la compétition internationale pour Été 85, partagé avec Benjamin Voisin

### Nomination
- Césars 2021 : meilleur espoir masculin pour Été 85